# ام۵۰ ریزینگ

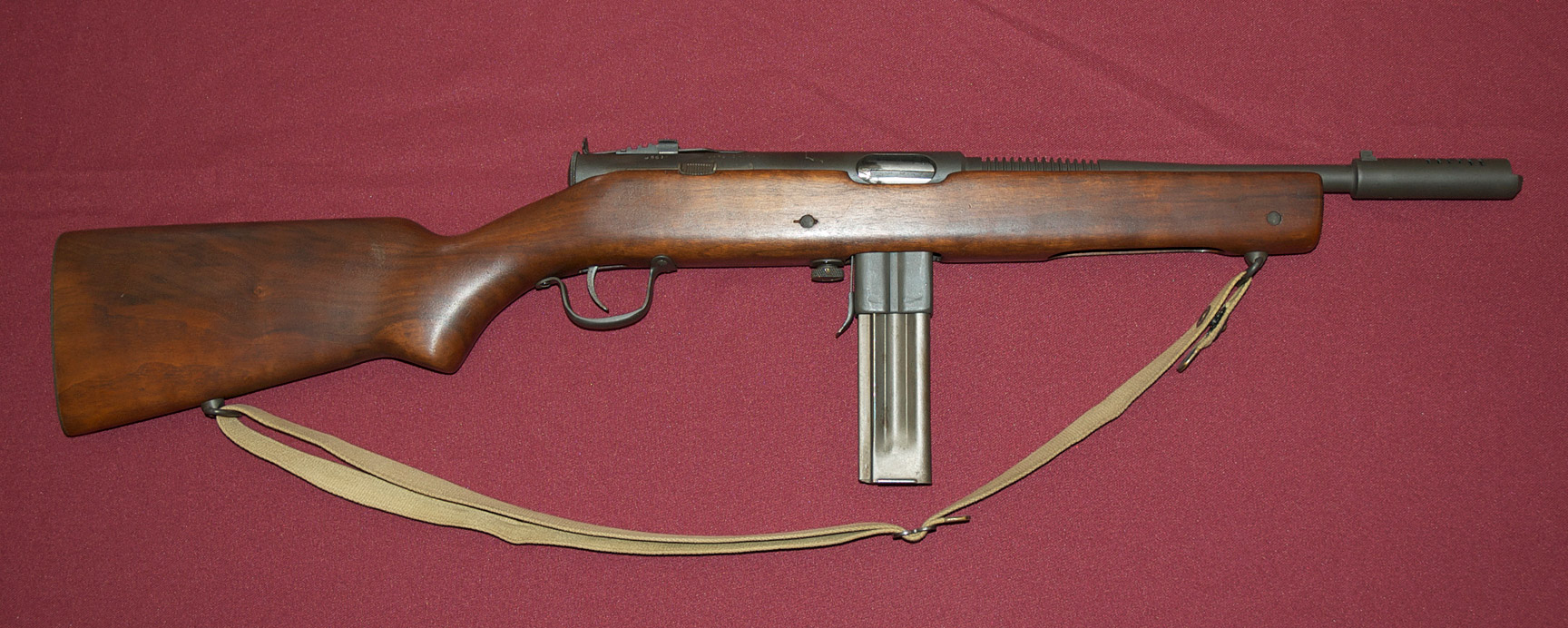
ریزینگ مدل ام۵۰

ام۵۰ ریزینگ(به انگلیسی: M50 Reising) مسلسلی ساخت شرکت آمریکایی هرینگتن و ریچاردسن بود. این اسلحه در ۱۹۴۰ به دست یوجین ریزینگ طراحی شده‌بود. در جریان جنگ جهانی دوم دو مدل ام۵۰ و سپس ام۵۵ این اسلحه -که دارای قنداقی تاشو بود- به‌کار گرفته‌شد. ۱۰۰هزار قبضه از این تفنگ سفارش داده‌شد و به دست تفنگداران دریایی آمریکا، نگهبانان ساحلی آمریکا و نیروی دریایی آمریکا به خدمت گرفته شد و تعدادی از این سلاح برای کانادا و شوروی و چند کشور درگیر دیگر با نیروهای محور در حال نبرد بودند فرستاده‌شد.
مسلسل ریزینگ از ۱۹۴۱ تا ۱۹۵۳ توسط ارتش ایالات متحدهٔ آمریکا به کار گرفته‌می‌شد.

## کشورهای استفاده‌کننده از مسلسل ریزینگ
- کانادا
- ایسلند
- اتحاد جماهیر شوروی
- ایالات متحده آمریکا
- بریتانیا